# Домінік Веннер
Домінік Веннер (фр. Dominique Venner; 16 квітня 1935 — 21 травня 2013) — французький письменник, історик і публіцист. Спеціалізувався на військовій історії, в 1960-х — 1970-х був одним із засновників руху «Нових правих», пішов з політики у 1971 році. 21 травня 2013 року покінчив життя самогубством, застрелився у Соборі Паризької Богоматері.

## Життєпис
Народився в сім'ї архітектора в Парижі. Брав участь в Алжирській війні. Після повернення з Алжирської війни, в 1965 році, вступив до лав «Секретної збройної організації», яка виступала за зміну правлячого ладу у Франції. У ході діяльності в цій організації був арештований і провів у в'язниці 3 роки.
Вийшовши з в'язниці став займатися теоретичним обґрунтуванням своїх поглядів, разом з Аленом де Бенуа виступив одним з теоретиків руху «Нових правих».
Домінік Веннер сповідував теорію європоцентризму. У 1963 році став засновником руху «Європа — Дія», що дотримується ультраправих поглядів і не виключає можливості застосування насильства для зміщення влади.
У 1971 році вирішив покинути політику, щоби більше часу приділяти історії. Займався вивченням історії зброї та військової політики, написав значну кількість праць присвячених даній тематиці. Серед його робіт слід виділити: «Біле сонце переможених» (1975), «Повстале Серце» (1994), «Геттисберг» (1995), «Білі та Червоні» (1997), «Історія співпраці» (2000), «Історія тероризму» (2002). У 1981 році за роботу під назвою «Історія Червоної армії» отримав нагороду Французької академії. З 2002 року до моменту смерті був редактором «Нового журналу історії».
Був активним противником одностатевих шлюбів. Виступав проти етнічного розмаїття, міграції. 21 травня 2013 року Домінік Веннер застрілився біля вівтаря Собору Паризької Богоматері. Його спонукання і мотиви надзвичайно продумані, систематизовані і ясно викладені. На своєму сайті за деякий час до самогубства він розмістив короткий текст «Маніфестація 26 травня і Хайдеггер», в якому йшлося про необхідність «нових дій, показових і символічних», що будуть здатні пробудити «приспану свідомість». За кілька годин до смерті він закликав своїх соратників чинити опір новому закону. Цитата з посмертного послання: «Я повстаю проти року долі. Я повстаю проти отрут, що гублять душу, проти індивідуалістичності бажань, що розривають наш зв'язок з корінням і традиційними формами буття, зокрема з родиною — фундаментом нашої тисячолітньої цивілізації. Виступаючи на захист ідентичності кожного з народів у себе вдома, я повстаю проти злочинного заміщення нашого народу іншими.»  
Інцидент стався через кілька днів після легалізації у Франції одностатевих шлюбів. 26 травня в Парижі величезна (від половини до півтора мільйона протестуючих за різними підрахунками, за даними поліції 150 000) маніфестація проти легалізації та усиновлення дітей нетрадиційними сім'ями потребувала додаткової смуги ходи — по набережній Сени.
У певному сенсі, він попереджував про загрозу існуванню євро-атлантичної християнської раси, причому, з сукупності творів і вчинку Д.Веннера, не виключене його розуміння можливої зумисності розвитку подій. Уявити атмосферу того моменту можна за статтею, розпочатою до і закінченою після трагічної і символічної події в соборі Нотр-Дам. Широкий огляд тогочасного міжнародного контексту зробив через три дні після трагедії російський публіцист Є. С. Холмогоров, і такий підхід конче необхідний до багатосторонньої особистості Домініка Веннера. «...Спочатку йшлося про те, що це був його протест проти французького закону про гей-шлюби. Але залишена Веннером записка поміщає його вчинок в більш широкий контекст: це був протест не стільки проти конкретного закону, скільки проти культурної, цивілізаційної, релігійної, моральної самоліквідації Європи.» 
Вчинок Домініка Веннера зовні суперечливий. Він захищає світ християнства самогубством, яке вважається богопротивним з точки зору віри. Цей аспект є формальним стрижнем статті «Праведний грішник Домінік Веннер». Разом з тим, тут важко не помітити категорійний перехід, можливо і швидше свідомий, від менталітету однієї історичної релігії і спільноти до бачення світу японською культурою, відомою і зрозумілою всьому Сходу Азії — з розкриттям зовнішньої спірності і суперечливості форм вираження, однак, спрямованих до об'єднавчої всіх мети, до розуміння, збереження безцінного досвіду і результатів велетисячолітньої історії людства, його багатогранної гуманістичної культури. Важко заперечити когерентність мотивів Домініка Веннера зсередини французької та європейської культури і — зовнішнього підходу до світової історичної та культурної спадщини, сконцентрованої Миколою Реріхом в його Пакті.    

Домінік Веннер активно захоплювався історією зброї, навіть написав книгу «Американські пістолети і револьвери», яку дослідник Майкл О'Мейра називає «фотографічною хронологією винаходу Семюеля Кольта та спадщини, яку він лишив Америці 19 століття».  
«Щоб завоювати та створити те, що, як вони вірили, має стати вільною землею – землею американців – вони [країна ранніх англо-європейських переселенців]… взяли до рук зброю та розпочали війну – не як солдати, що захищають державу, але як вільні громадяни незалежної республіки», – з книги «Американські пістолети і револьвери». 
На думку Домініка Веннера, пістолет у руці індіанця чи злочинця міг становити загрозу, але «в руках відповідального громадянина це засіб для протистояння такій загрозі. Зброя — це єдиний спосіб захисту від зловживання зброєю, відтак єдиний інструмент забезпечення справедливості та fair play. Також Домінік Веннер мав принципово антикомуністичну та в цілому анти-егалітаристську позицію, відтак виступав за звільнення народів Східної Європи від гніту Радянського Союзу.  
«Уявити Європу під пануванням однієї нації означало б відновити криваву мрію, недавні шрами від якої залишилися в історії. Різниця в мовах і походженні – не проблема. Багато держав були багатомовними: Римська імперія, яка створила першу європейську єдність у різноманітті зібраних нею народів і культур, мала імператорів, народжених як у Римі, так і в Галлії, в Іллірії або в Іспанії. Європа не обмежується штучним кордоном «залізної завіси», встановленим переможцями в 1945 році. Вона об’єднує в собі всі європейські нації й народи. Думати про єдність означає в першу чергу думати про звільнення всіх полонених націй, від України до Німеччини. Доля Європи – на сході: розбити кайдани, повалити радянську тиранію, відкинути назад азійську орду», – з книги «До позитивної критики».

## Українські переклади творів Домініка Веннера
- Домінік Веннер. До позитивної критики / пер. з французької Сергія Заїковського. – Київ: Пломінь, 2019. – 100 с. – ISBN 978-966-97851-1-4
- Домінік Веннер. Самурай Заходу / Пер. з французької М. Петляк, О. Монятовської, М.-Д. Чайкіної та А. Новак; під ред. С. Заїковського. — Київ: Пломінь, 2019. — 248 с. – ISBN 978-966-97851-2-1
- Домінік Веннер. Бунтівне серце / пер. з французької А. Новак; під ред. С. Заїковського. – Київ: Пломінь, 2019. – 160 с. – ISBN 978-966-97851-3-8